# Peter Banks
Peter William Brockbanks de nombre artístico Peter Banks (Barnet, Londres, 15 de julio de 1947-Hertfordshire, 7 de marzo de 2013)fue un músico inglés conocido por ser el guitarrista original de la banda de rock progresivo Yes.

## Biografía

### Inicios
Siendo un niño, su padre le compró una guitarra acústica. Peter demostró una gran maestría en su uso. Siendo adolescente, también aprendió a tocar el banjo.
Peter Banks conoció a Chris Squire y se unieron al grupo The Syn, junto a Andrew Jackman (piano), que posteriormente se convirtió en colaborador de Yes y Chris Squire records. The Syn se desintegró en 1967, habiendo publicado tan solo dos singles. En 1968, Peter tocó por un periodo corto de tiempo en la banda Neat Change, publicando un single.

### Yes
Ver artículo principal, Yes
Posteriormente, Banks se unió junto a Chris Squire, Clive Bailey (guitarra rítmica) y Bob Hagger (percusión) a Mabel Greer's Toy Shop. Banks dejó la banda, entró el cantante Jon Anderson y Bill Bruford sustituyó a Bob Hagger. Finalmente Banks volvió a entrar, Bailey salió y añadieron un tecladista, Tony Kaye. Decidieron buscar un nuevo nombre. El elegido fue Yes. Aunque se decidió que el nombre era algo temporal, luego de más de medio siglo, la banda no cambió de nombre.
En 1969, grabaron su primer álbum, titulado simplemente Yes, que incluía la canción "Beyond and Before". Al siguiente año, durante la producción de su segundo álbum (Time and a Word), Jon y Chris decidieron que querían una orquesta de fondo tras el sonido de los cinco músicos principales. El trabajo de Banks y del teclista, Tony Kaye, quedaba así reducido; lo que no fue bien recibido por Peter. Tras la publicación del álbum y la gira, Banks dejó la banda.

### Despido de Yes y reacciones
Se suele argumentar que la salida de Peter Banks fue motivada por su negativa a introducir orquestación en las canciones del grupo. Según afirma Chris Squire fue la razón principal pero existían otras.
Banks prefería estilos de corte "mod" y era admirador de Pete Townshend de The Who, lo que no encajaba realmente en la idea musical de Jon Anderson y Chris Squire, que eran los que marcaban el rumbo de la banda.
El mismo Peter Banks afirmó: "ya no disfrutaba tocando en el grupo en los dos últimos meses. Sentía que me estaba estancando. Cada noche en el escenario era más de lo mismo de la anterior. El grupo sabía que hacía falta un cambio. Había alcanzado mi límite en el grupo. Es cierto que tenía libertad dentro de él pero me faltaba inspiración".
El último día de Banks en la banda fue el 18 de abril de 1970. Tras el concierto ofrecido en el Luton Technical College, Anderson y Squire se le acercaron en el camerino y le dijeron "creemos que sería mejor para ti y para el grupo si te fueras".
Esto fue un golpe duro para Banks que no se lo esperaba. Aunque ya no estaba cómodo en el grupo, consideraba que formaba parte de él como cualquiera de los otros miembros. Tuvo que aceptar su salida con cierto resentimiento y dolor. De hecho tuvo que seguir compartiendo casa con el grupo durante un tiempo y dejó de hablar a algún miembro como Bruford.
Bill Bruford por su parte, vio la salida de Banks como una gran oportunidad de futuro. Declaró "no es el fin del grupo. Es el principio! Me siento 10 años más joven".
En la web personal de Banks, se puede encontrar un diario con anotaciones sobre todos y cada uno de los conciertos en los que participó con Yes, con el día y lugar de los mismos.

### Trabajos posteriores
Tras abandonar Yes, Banks apoyó la banda Blodwyn Pig por un breve período a finales de 1970 y participó como músico invitado en un álbum de Chris Harwood. En 1971, Banks formó Flash. Tony Kaye participaba como teclista invitado. El primer álbum se publicó en 1972 (titulado sencillamente Flash) y obtuvo una cálida acogida. Para sus siguientes álbumes, Banks adoptó el doble rol de guitarra y teclados. Flash `publicó un segundo álbum (In the Can) a finales del mismo año y un tercer, y último, álbum (Out of Our Hands) en 1973.
Paralelamente a esto, en 1972, Banks conoció a Jan Akkerman (de Focus) y entablaron amistad. Ese mismo año, Banks colaboró en un álbum de Roger Ruskin Spear. En 1973, poco después de que se publicara el último álbum de Flash, Banks publicó su primer álbum en solitario: Two Sides of Peter Banks. En él, colaboraba una larga e impresionante lista de músicos invitados: Jan Akkerman, el bajista John Wetton (de King Crimson y Asia), el batería Phil Collins (de Genesis), el guitarrista Steve Hackett (de Genesis) y los compañeros del grupo Flash, Ray Bennett y Mike Hough.
Tras ello, Banks comenzó a reclutar músicos para una nueva encarnación de Flash (que finalmente acabaría llamándose Empire). De este modo, conoció a la cantante Sydney Foxx, de la que se enamoró y con la que se casó al poco tiempo. Empire grabaron varios álbumes hasta mediados de los años 80 que no vieron la luz hasta mediados de los años 90. Banks y Foxx se divorciaron, aunque la banda continuó junta por un tiempo después de su divorcio.
Los únicos trabajos publicados de Banks tras mediados de los años 70 fueron sus colaboraciones en los álbumes de otros artistas: Lonnie Donegan (en su álbum de 1977), Jakob Magnússon (1979) y Tonio K (1986). 
En 1993, Banks publicó Instinct, su segundo álbum como solista, un álbum instrumental en el que Peter interpretaba todos los instrumentos. En su siguiente álbum, Self-Contained (1995), Banks empleó únicamente la colaboración de un tecladista. En 1999, Peter publicó el que hasta ahora es su último álbum, Reduction, donde experimenta con sonidos electrónicos. 
Una chica peruana, fan de Yes, conoció a Peter a través de un chat de Internet. Finalmente, se casaron en Perú, donde estuvieron unos meses en 1999; estando presentes para el primer (y de momento, único) concierto de Yes en Perú.
En 2004, Banks estuvo involucrado inicialmente en una re-formación de The Syn, pero finalmente dejó la banda. Así mismo, también declinó la oferta de volver a formar Flash. A finales de 2004, Banks formó la banda Harmony in Diversity, una banda de improvisaciones, que realizaron una gira en Reino Unido en 2006. Ese mismo año publicaron un EP, titulado Trying.

### Muerte y problemas con su funeral
La muerte de Banks estuvo rodeada de tristes circunstancias. 
Según consta en su web personal, Banks murió en Londres el 7 de marzo de 2013 (8 de marzo según otras fuentes), aparentemente de un fallo cardíaco en el sofá de su casa. Sufría de graves problemas dentales que no quiso tratar. Puede que este hecho fuera una causa inicial que le provocaría el infarto que acabó con su vida.
El cadáver se quedó sin reclamar en la morgue. Su exesposa, la peruana Cecilia Quino, en primera instancia no quiso hacerse cargo de ningún gasto que ocasionaba el fallecimiento, lo que hizo que su amigo y mánager George Mizer, iniciara en internet una colecta de fondos.
Con el dinero ya conseguido por las contribuciones de numerosos seguidores de Banks y con la firma de Quino que daba su consentimiento, se pudo incinerar el cadáver de Banks el 22 de marzo, dos semanas después, en el Crematorio de Golders Green en Londres.

## Discografía

### conThe Syn
- Created by Clive (Grounded), Single, 1967.
- Flowerman (14 Hour Technicolour Dream), Single, 1967.

### conNeat Change
- I Lied to Auntie May, Single, 1968.

### conYes
- Yes (1969)
- Time and a Word (1970)

### conFlash
- Flash (1972)
- In the Can (1972)
- Out of our Hands (1973)

### conEmpire
- Mark I (grabado en 1974, publicado en 1995)
- Mark II (grabado en 1978, publicado en 1997)
- Mark III (grabado en 1977, publicado en 1996)

### conHarmony in Diversity
- Trying, EP, 2006.
- The Complete Recordings, 2018.

### conDavid Cross
- Crossover, 2020.

### Solo
- Two Sides of Peter Banks (1973)
- Instinct (1993)
- Self-Contained (1995)
- Reduction (1999)
- The Self-Contained Trilogy (2018)
- Be Well, Be Safe, Be Lucky... The Anthology (2018)